# Parafia Iberia
Parafia Iberia (ang. Iberia Parish) – parafia cywilna w stanie Luizjana w Stanach Zjednoczonych. Obszar całkowity parafii obejmuje powierzchnię 1030,528 mil2 (2 669,07 km²). Według danych z 2010 r. parafia miała 73 240 mieszkańców. Parafia powstała w 30 października 1868 roku, a jej nazwa pochodzi od Półwyspu Iberyjskiego.

## Sąsiednie parafie
- Parafia St. Martin (północ oraz południowy wschód)
- Parafia Iberville (północny wschód)
- Parafia Assumption (wschód)
- Parafia St. Mary (południe)
- Parafia Vermilion (zachód)
- Parafia Lafayette (północny zachód)

## Miasta
- Jeanerette
- New Iberia

## Wioski
- Loreauville

## CDP
- Lydia